# Emelba S.A.
 (juillet 2023).
La mise en forme du texte ne suit pas les recommandations de Wikipédia : il faut le « wikifier ».
Les points d'amélioration suivants sont les cas les plus fréquents :
- Les titres sont pré-formatés par le logiciel. Ils ne sont ni en capitales, ni en gras.
- Le texte ne doit pas être écrit en capitales (les noms de famille non plus), ni en gras, ni en italique, ni en « petit »…
- Le gras n'est utilisé que pour surligner le titre de l'article dans l'introduction, une seule fois.
- L'italique est rarement utilisé : mots en langue étrangère, titres d'œuvres, noms de bateaux, etc.
- Les citations ne sont pas en italique mais en corps de texte normal. Elles sont entourées par des guillemets français : « et ».
- Les listes à puces sont à éviter, des paragraphes rédigés étant largement préférés. Les tableaux sont à réserver à la présentation de données structurées (résultats, etc.).
- Les appels de note de bas de page (petits chiffres en exposant, introduits par l'outil «  Source ») sont à placer entre la fin de phrase et le point final[comme ça].
- Les liens internes (vers d'autres articles de Wikipédia) sont à choisir avec parcimonie. Créez des liens vers des articles approfondissant le sujet. Les termes génériques sans rapport avec le sujet sont à éviter, ainsi que les répétitions de liens vers un même terme.
- Les liens externes sont à placer uniquement dans une section « Liens externes », à la fin de l'article. Ces liens sont à choisir avec parcimonie suivant les règles définies. Si un lien sert de source à l'article, son insertion dans le texte est à faire par les notes de bas de page.
- La présentation des références doit suivre les conventions bibliographiques. Il est recommandé d'utiliser les modèles {{Ouvrage}}, {{Chapitre}}, {{Article}}, {{Lien web}} et/ou {{Bibliographie}}. Le mode d'édition visuel peut mettre en forme automatiquement les références.
- Insérer une infobox (cadre d'informations à droite) n'est pas obligatoire pour parachever la mise en page.

Pour une aide détaillée, merci de consulter Aide:Wikification.
Si vous pensez que ces points ont été résolus, vous pouvez retirer ce bandeau et améliorer la mise en forme d'un autre article.
La Carroceria Emelba S.A. était une petite entreprise catalane de conception et de fabrication de carrosseries automobiles installée à Arbúcies, La Selva. L'entreprise a été fondée en 1978 et spécialisée dans la transformation de modèles SEAT (Licencia FIAT). Elle a également travaillé sur quelques unités d'autres marques sur commande comme Chevrolet, Citroën, Lada, Peugeot et Talbot. La société Emelba S.A. a disparu en 1986.

## Histoire
La société Carroceria EMELBA S.A. a été créée en 1978 par Jaime Loureiro Benimeli qui, vendeur chez un concessionnaire FIAT-SEAT de Castelldefels, a eu l'idée de fabriquer des voitures en petite série, des adaptations de modèles existants. Son ami, Juan Carlos Madriñan Cristóbal s'était rendu au Salon de l'automobile de Genève en 1977 et avait vu une FIAT 127 modifiée par Fissore, qui a attiré son attention. La voiture, sorte de Méhari, était baptisée "Scout". Après avoir vu les photographies prises par Juan Carlos et consulté la brochure publicitaire du modèle, Jaime Loureiro Benimeli a imaginé réaliser et commercialiser le modèle, attendu que SEAT produisait la FIAT 127 sous licence pour le marché espagnol. Un accord fut négocié avec le carrossier italien Fissore S.p.A. pour l'assemblage sous licence de la "Scout" en Espagne, qui sera renommée "Samba". La marque EMELBA a été créée à cet effet. Le nom EMELBA vient des initiales M, L et B, correspondant à Madriñan, Loureiro et Bassols.
Il a été très difficile d'obtenir les autorisations administratives du ministère espagnol de l'Industrie. Jaime Loureiro Benimeli a du faire pas moins de 400 déplacements à Madrid pour y parvenir.
Une fois les autorisations en poche, le gros problème fut de trouver où produire la "Samba". Dans un premier temps, la société Panissars, spécialisée dans la fabrication de citernes en acier inoxydable pour le transport de substances dangereuses, a construit les tout premiers exemplaires mais, ses ateliers n'étaient pas adaptés à la production de ce véhicule même en très petite série. Les voitures étaient peintes dans un conteneur de fret !. Un nouveau sous traitant a été trouvé en la Carrocerias Costa S.A., qui a réalisé 300 exemplaires de "Samba" en une année.
Le patron d'"Industria Carrocera Arbuciense SA", Santiago Queralt Monforte, a proposé de fabriquer la "Samba" pour un prix inférieur à celui facturé par Costa. L'entreprise était située à Arbucias, une ville de la province de Gérone, en Catalogne. La SEAT 127 Emelba Samba a été présentée officiellement au Salon Expomóvil en 1978 et a obtenu un excellent accueil. En 1979, des versions pour la police et les pompiers sont apparues avec la possibilité de monter une capote rigide ou en toile.
En raison de problèmes financiers avec SEAT, après le retrait de FIAT en 1982 et l'échec dans la négociation d'accords avec d'autres constructeurs, l'entreprise Emelba S.A. a disparu en 1986.

## Les modèles Emelba[2]

### SEATLicencia FIAT
Durant les années 1978 à 1986, Emelba a réalisé un certain nombre de véhicules et petits utilitaires dérivés de voitures particulières essentiellement sur des bases SEAT dont :
- SEAT Emelba 127 Samba

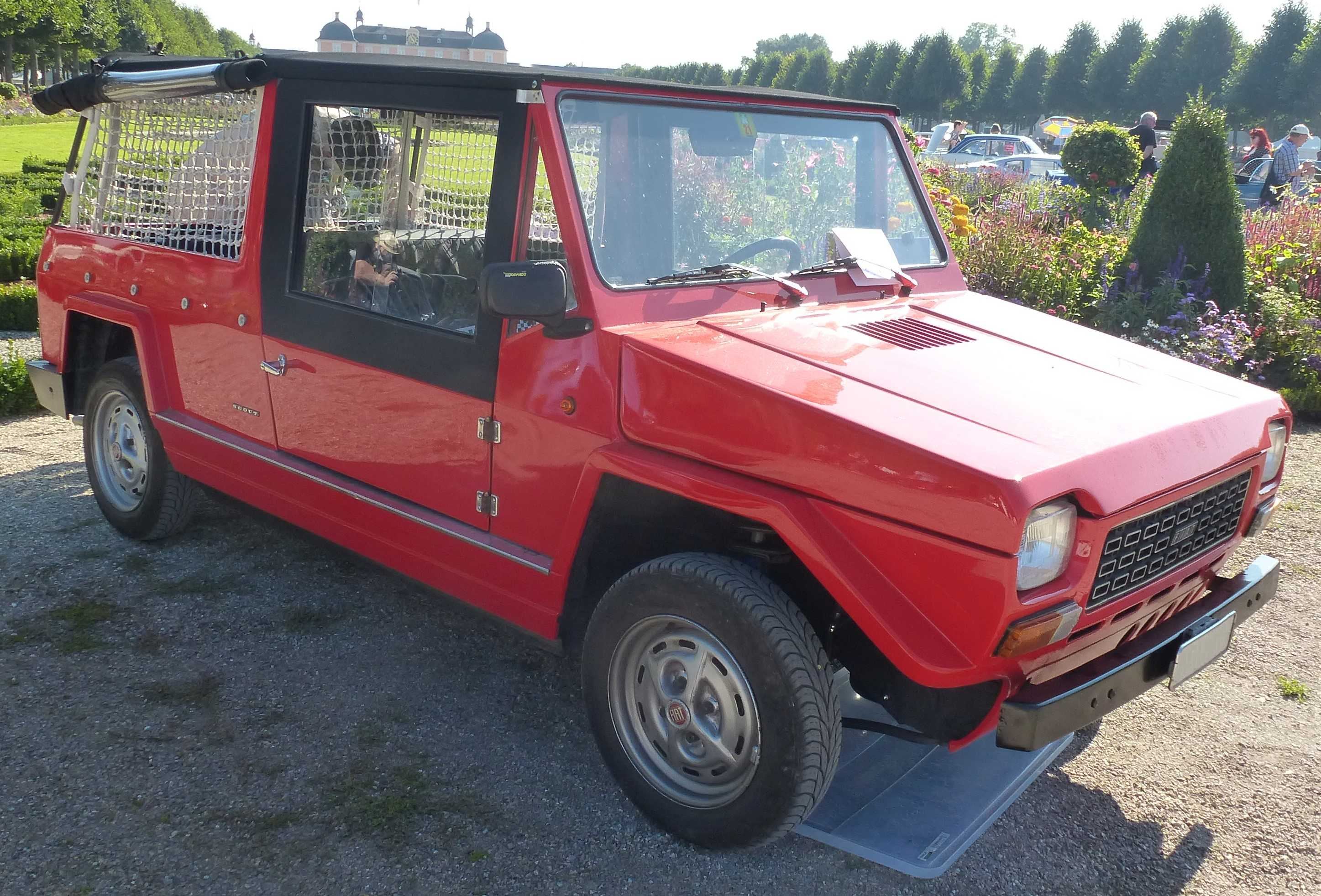
FIAT 127 Fissore Scout / SEAT Emelba Samba

Premier modèle fabriqué par Emelba S.A., sous licence du carrossier italien Fissore, qui a fabriqué ce modèle sous le nom FIAT 127 Scout Fissore. C'est une FIAT-SEAT 127 "de plage" dans le style des Citroën Méhari ou Renault Rodéo. C'était un modèle assez recherché, notamment par les loueurs de voitures des villes balnéaires de la Costa Brava et des Baléares. Plus de 1.800 exemplaires ont été fabriqués.
- SEAT Emelba 127 Elba

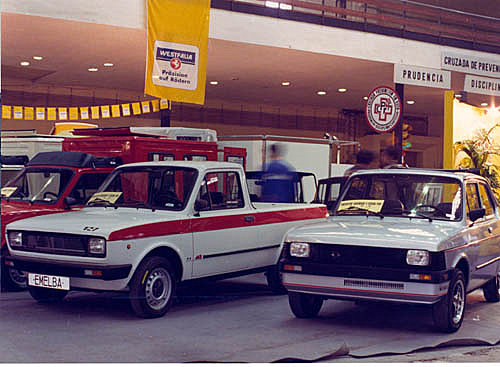
SEAT Emelba 127 Elba

Présenté au salon Expomóvil en 1980 comme prototype unique. version raffinée de la SEAT 127 berline de base équipée de jantes en alliage léger et d'un toit ouvrant.
- SEAT Emelba 127 Poker

Fourgonnette inspirée du FIAT Fiorino, présentée en 1980. C'était le premier véhicule utilitaire d'Emelba. Comme le Fiorino de FIAT, le Poker était équipé du moteur de la FIAT/SEAT 127, le fameux 903 cm3. Il y avait les versions fermée, mixte et pick-up. La version mixte avait des vitres arrière et une banquette pour 3 personnes qui pouvait être retirée pour libérer une plus grande capacité de charge. Dans le modèle d'origine, le compartiment arrière était complètement carré et dans le toit, il avait une trappe qui permettait de charger de grands colis.
En partant de la fourgonnette Poker, Emelba a réalisé un curieux kit camping-car complètement démontable, pouvant accueillir deux personnes. Très complet, il comportait un coin cuisine avec évier, etc. tout cela dans une boîte de dimensions très réduites.
La version 127 Pick-up avait une bâche en option pour couvrir le volume de chargement.
- SEAT Emelba Chato

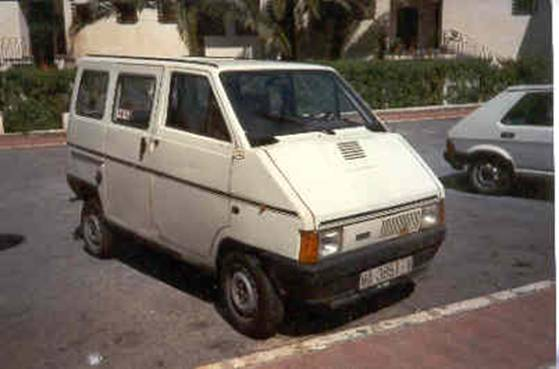
SEAT Emelba Chato

Microbus et mini fourgonnette lancée en 1982 basée sur la version espagnole de la FIAT Panda, Emelba a conçu le premier ludospace de l'histoire en réussissant l'exploit de loger 6 personnes dans la première voiture low-cost de seulement 3,40 mètres de long. Sa production définitive débute en 1983. Elle est commercialisée en versions mixte, décapotable, pick-up, taxi, ambulance et police. Avec le retrait de FIAT, Emelba a du mettre à jour le "Chato", le transformant en "903".
- SEAT Emelba Terra

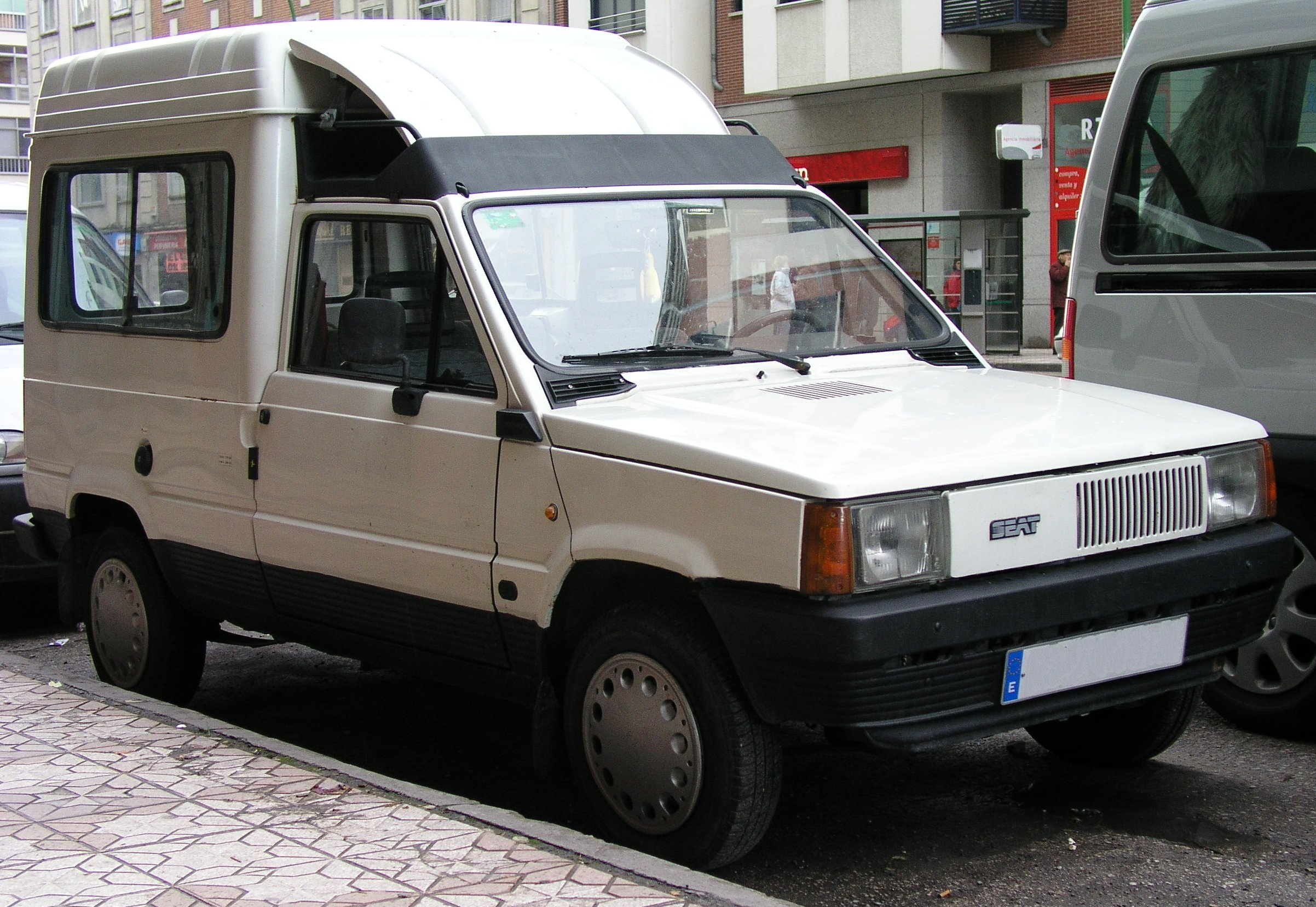
SEAT Trans (1980-86)

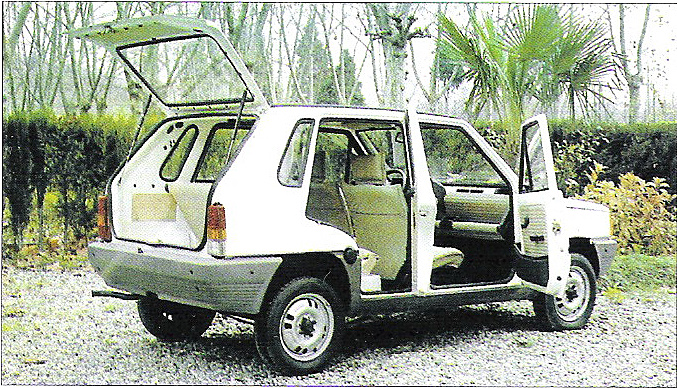
SEAT Emelba Elba (Panda 5 portes)

Versions fourgonnette et pick-up de la SEAT Marbella présentées en 1982 au Salon de Barcelone, qui ont succédé à la SEAT Trans construites sur la base de la FIAT/SEAT Panda ; seule l'esthétique de la face avant change.
- SEAT Emelba Pandita

Version cabriolet de la SEAT Panda présentée au Salon de l'automobile de Barcelone en 1982. Quelques unités ont été produites.
- SEAT Emelba Ritmo Elba

Fourgonnette construite sur la SEAT Ritmo D équipée du moteur Fiat de 1 714 cm3 développant 55 ch. Le véhicule sortait de la chaîne de montage SEAT à moitié assemblé sur lequel Emelba apportait les compléments de carrosserie. Ce modèle était une grande nouveauté en Espagne, car jusqu'alors, il n'y avait aucun véhicule utilitaire léger avec un moteur Diesel ni une boîte de vitesses à 5 rapports. Disponible en version pick-up, fourgon tôlé ou vitré.
- SEAT Emelba Elba 5p

Prototype de SEAT Panda à 5 portes présenté au Salon SONIMAG de Barcelone en octobre 1983. La voiture disposait de la même longueur qu'une Panda normale 3p construite sur le châssis Fiat d'origine sans aucune modification et en utilisant l'ancien moteur Fiat "35" de 850 cm3.
- SEAT Emelba Ronda Poker

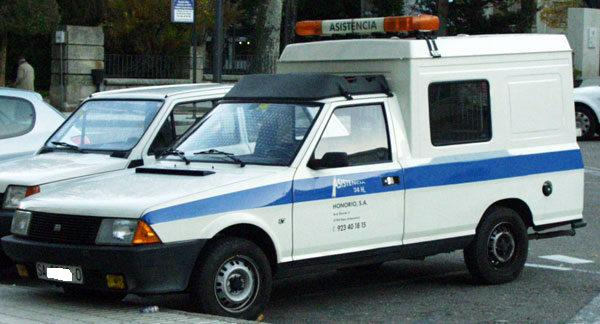
SEAT Emelba Ronda Poker

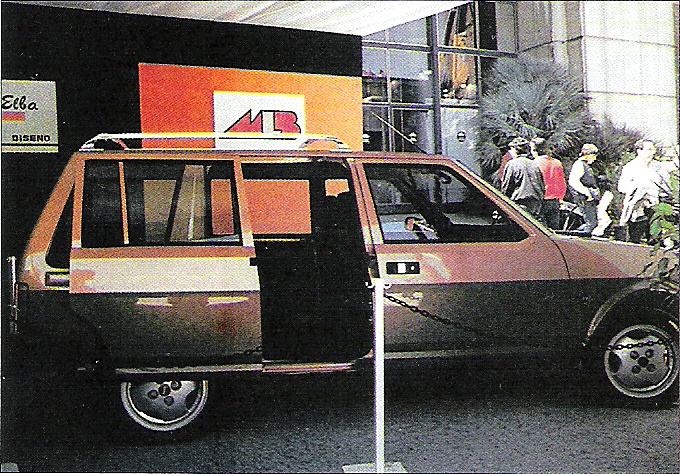
SEAT Emelba Ronda Familiar

Évolution de la fourgonnette Ritmo Elba, présentée en 1983 après le retrait de Fiat. La plateforme de la SEAT Ronda a remplacé celle de la SEAT Ritmo, c'est-à-dire la même base Fiat équipée du même moteur diesel Fiat de 1.714 cm3. Disponible en version vitrée, tôlée, pick-up et isotherme. Elle est restée au catalogue jusqu'à la faillite d'Emelba en 1986. Un kit camping-car a également été produit pour la version pick-up.
- SEAT Emelba Ronda Familiar

Prototype de SEAT Ronda équipé de deux sièges arrière individuels coulissants et portes arrière à ouverture électrique.
- SEAT Panda Diesel

Projet lancé en 1984 qui consistait à imiter FIAT avec sa Panda équipée d'un moteur Diesel en montant un moteur Diesel Daihatsu sur la SEAT Marbella.
- SEAT Emelba 903

Mise à jour de la "Chato", présentée en mars 1985, après le retrait de FIAT, en utilisant la base de la Marbella à la place de la SEAT Panda. C'est-à-dire la même base FIAT et le même moteur FIAT, seul le nom changeait.

### SEAT - VW
- SEAT Ibiza Emelba Pick-up

Lorsque SEAT, avec l'appui de Volkswagen lance l'Ibiza en 1985, Emelba s'empresse de présenter un prototype de la variante pick-up en début d'année 1986 dans l’espoir de moderniser sa gamme qui datait de 1978 avec la SEAT 127. L’Ibiza pick-up devait disposer d'un module arrière en fibre de verre afin d’éviter la corrosion, problème récurrent sur les modèles précédents. Avec une charge utile de 500 kg, le client pouvait choisir parmi les mécaniques de la berline, moteurs essence FIAT affinés par Porsche et diesel FIAT. L'utilitaire aurait pu connaitre un certain succès mais Emelba S.A. fera faillite avant le lancement officiel de l’Ibiza Emelba Pick-up. SEAT, en grosse difficultés financières était sur le point d'être repris par le groupe Volkswagen qui n'a pas voulu conserver de liens avec un petit carrossier….
- Emelba 7

Monospace présenté en 1985, « l'Emelba Siete », qui n’a rien à voir avec la Renault-Fasa 7, Renault Siete, variante de la R5 à 4 portes et malle arrière, son nom faisait référence à ses 7 places. L’Emelba 7, construit sur la plateforme de l'Ibiza représentait un style de véhicule très en avance sur son temps. De nos jours, on lui trouverait une ressemblance avec le Chrysler Voyager, mais à l’époque, c’était révolutionnaire, Renault venait à peine de sortir l'Espace produit par Matra et le Voyager n’avait pas encore traversé l’Atlantique. Le modèle avait été imaginé en vue du contrat de fourniture de véhicules pour les Jeux Olympiques d'été de Barcelone de 1992 mais seuls 7 ou 9 exemplaires ont été produits en 1986 dont 5 prototypes. La société Emelba S.A. a fait faillite quelques mois plus tard.